# 広島市立己斐上中学校
広島市立己斐上中学校（ひろしましりつこいうえちゅうがっこう）は、広島県広島市西区己斐上六丁目にある公立の中学校。

## 沿革
- 1986年（昭和61年）6月12日 - 開校説明会を広島市立己斐中学校で実施[2]。
- 1986年（昭和61年）12月 - 校区内の己斐上三丁目が当分の間、特例措置として広島市立己斐中学校へ登校できる指定学校変更許可区域となる。(己斐中学校は己斐上三丁目所在)
- 1987年（昭和62年）6月25日 - 広島市土地開発公社による中学校建設事業用地造成工事に伴う地元説明会が広島市立己斐上小学校で実施される。

## 校区
- 広島市立己斐上小学校の校区[3]
  - 己斐町、己斐上三丁目、己斐上四丁目〜己斐上六丁目、己斐大迫一丁目〜己斐大迫三丁目

## 特色
- 掃除時間に、オルゴールの曲を流している。[要出典]
- 広島市内の公立中学校で最も標高が高い。

## 著名な関係者
・ 古田優児（フリーアナウンサー、元東北楽天ゴールデンイーグルス・スタジアムDJ）
- 柳川荒士（ファッションデザイナー、元プロボクサー）
- バーゲルルミ（テレビ新広島アナウンサー）

教職員
- 小城得達（広島県サッカー協会会長） - 校外講師、サッカー部コーチ

## 部活動

### 体育系
- バドミントン部[4](男子･女子)
- バスケットボール部（男子･女子）
- 軟式野球部
- サッカー部
- 陸上競技部
- ソフトテニス部

### 文化系
- 吹奏楽部
- 美術部

## アクセス
- ボンバス「大迫団地」行き乗車、「大迫団地下」バス停下車、徒歩約5〜10分
  - デマンド方式時には「己斐上中学校」バス停下車